# Rubus tricolor
Rubus tricolor är en rosväxtart som beskrevs av Wilhelm Olbers Focke. Rubus tricolor ingår i släktet rubusar, och familjen rosväxter. Inga underarter finns listade i Catalogue of Life.

## Bildgalleri

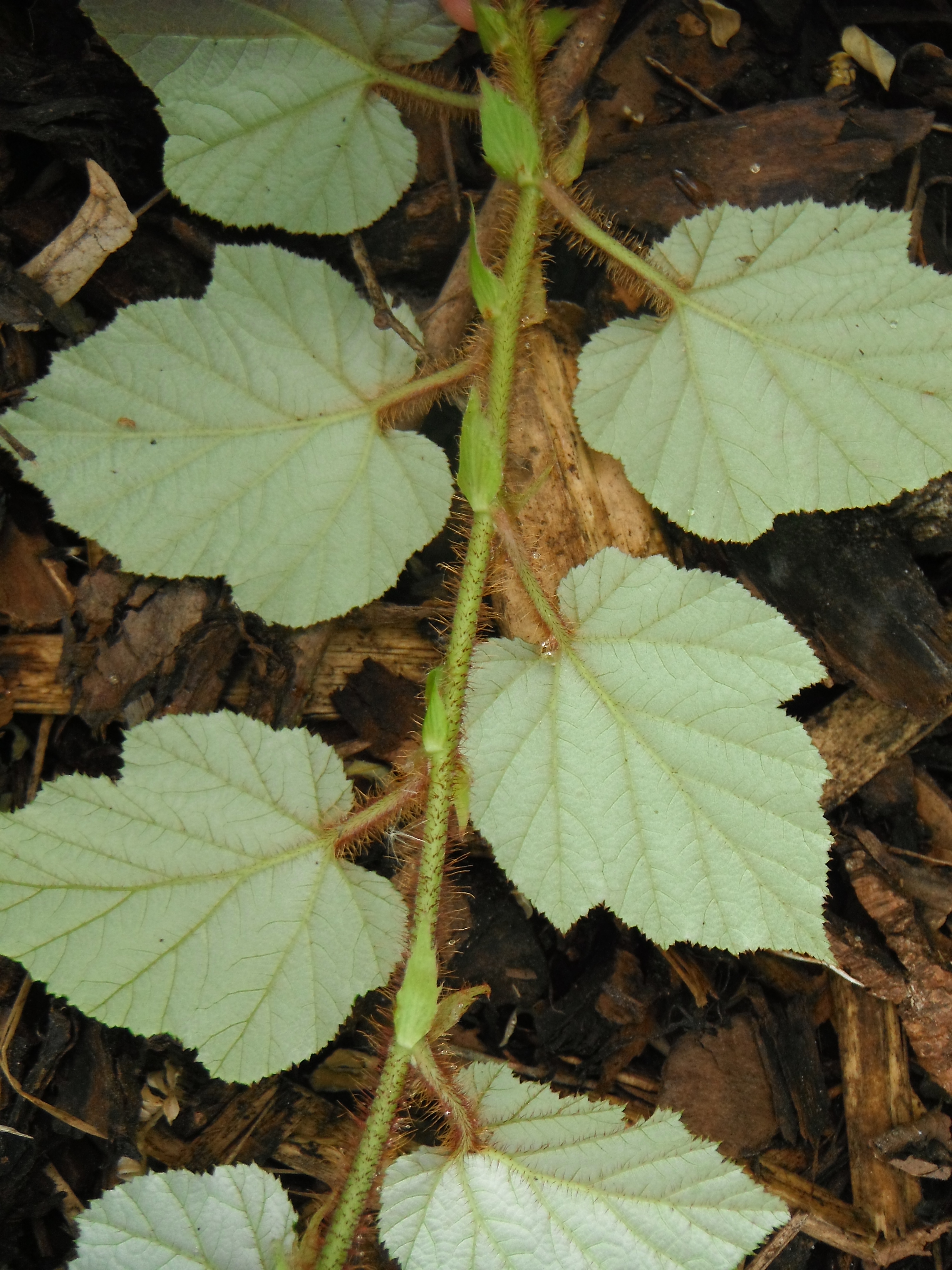
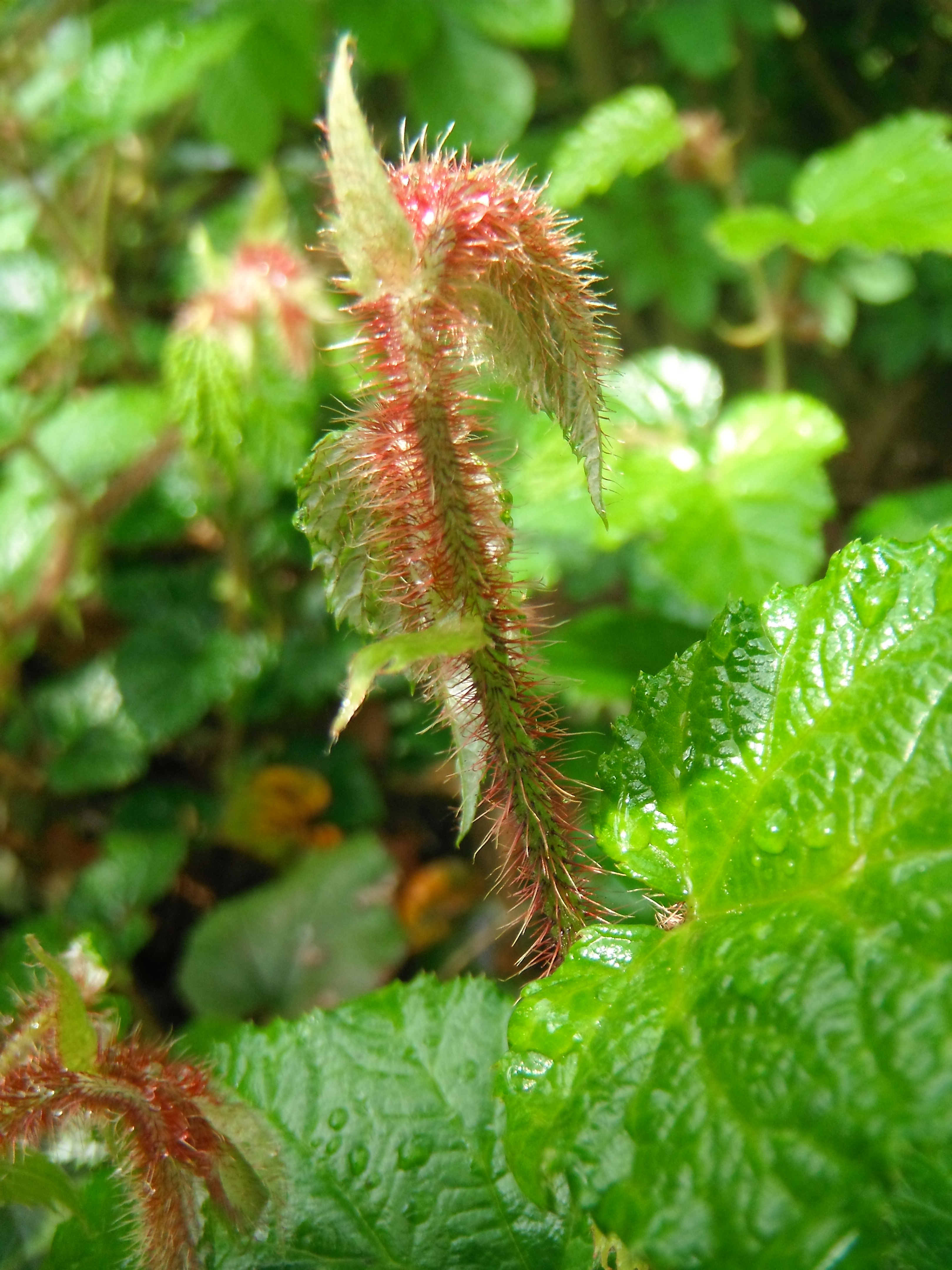